# Бучумень (залізничне селище)
Бучумень (рум. Buciumeni) — залізничне селище в Унгенському районі Молдови. Входить до складу комуни, адміністративним центром якої є село Бучумень.

## Населення
За даними перепису населення 2004 року у селі проживали 19 осіб.
Національний склад населення села:
| Національність       | Кількість осіб | Відсоток |
| -------------------- | -------------- | -------- |
| молдавани            | 17             | 89,5%    |
| українці             | 1              | 5,3%     |
| інша / без відповіді | 1              | 5,3%     |
| Всього               | 19             | 100%     |